# Little Rock (Minnesota)
Little Rock es un lugar designado por el censo ubicado en el condado de Beltrami en el estado estadounidense de Minnesota. En el Censo de 2010 tenía una población de 1208 habitantes y una densidad poblacional de 61,79 personas por km².

## Geografía
Little Rock se encuentra ubicado en las coordenadas 47°51′53″N 95°6′1″O / 47.86472, -95.10028. Según la Oficina del Censo de los Estados Unidos, Little Rock tiene una superficie total de 19.55 km², de la cual 18.69 km² corresponden a tierra firme y (4.37%) 0.85 km² es agua.

## Demografía
Según el censo de 2010, había 1208 personas residiendo en Little Rock. La densidad de población era de 61,79 hab./km². De los 1208 habitantes, Little Rock estaba compuesto por el 0.41% blancos, el 0% eran afroamericanos, el 98.51% eran amerindios, el 0% eran asiáticos, el 0% eran isleños del Pacífico, el 0% eran de otras razas y el 1.08% pertenecían a dos o más razas. Del total de la población el 1.66% eran hispanos o latinos de cualquier raza.